# 沧海龙吟
滄海龍吟，古琴曲，又名蒼江夜雨或滄江夜雨。其琴譜最早見於明末的《伯牙心法》。

## 解題
- 《琴苑心傳全編》：「以淸冷和緩之調，寓飄忽動蕩之勢，有若龍之昂霄，而聳壑者然。」